# Wimm (Gemeinde Werfen)
Wimm ist ein Ort im Pongauer Salzachtal, Land Salzburg, wie auch Katastralgemeinde der Gemeinde Werfen im Bezirk Sankt Johann (Pongau).

## Geographie
Wimm befindet sich etwa 16 km nördlich von St. Johann im Pongau und 2 km nördlich Werfen. Es liegt in der Tennecker Talweitung, am Fuß des Tennengebirges rechts der Salzach.
Zum Ort gehören auch die Ortslagen Arthof und Blientau nördlich, etwa 25 Adressen.
Die Katastralgemeinde Sulzau ist umfassender und erstreckt sich bis an die östliche und nördliche Gemeindegrenze im Tennengebirge und Richtung Pass Lueg. Sie umfasst 1582,63 Hektar, dazu gehören auch die Ortslagen Sulzau und Stegenwald, sowie die Eisriesenwelt-Rasthütte und das Dr.-Friedrich-Oedl-Haus am Achselkogel. Das umfasst knapp 50 Gebäude mit etwa 120 Einwohnern.
Zur Zuordnung zu einer Ortschaft gibt es widersprüchliche amtliche Angaben: Die Statistik Austria gibt die Ortschaft Wimm (Okz. 14072) etwa im Ausmaß der Katastralgemeinde (ohne den Ort Sulzau).
Das Landesgeoinformationssystem SAGIS gibt aber die Ortschaft Wimm für den Ort Tenneck (mit Sulzerberg), und die gesamte KG Wimm zur Ortschaft Scharten gerechnet.
|                           | Obergäu (KG, Gem. Golling a.d.S., Bez. Hallein /Tennengau) Sulzau (Ort) | Scheffau ∗ (KG, Gem. Scheffau a.Tg., Bez. Hallein /Tennengau) |
| Landl Sulzau (KG) Tenneck | Kompassrose, die auf Nachbargemeinden zeigt                             |                                                               |
| Scharten (KG)             | Werfen (KG Werfen Markt)                                                | Schlaming Dorfwerfen (KG, beide Gem. Pfarrwerfen)             |

∗ Scheffau grenzt nur in einem Punkt an, in der Ofenrinne beim Hochtörl

## Geschichte, Infrastruktur und Sehenswürdigkeiten
Ursprünglich befand sich die  Ortslage Wimm, verballhornt aus mittelhochdeutsch widem (zu Widmung), als ein der Pfarrkirche gestifteter Grundbesitz oder Gehöft, im heutigen Landl auf der anderen Talseite (Gehöfte Ober-, Mitter-, Unter-, Großwimm). Noch um 1830 wird hier nur das Gehöft Loipfar geführt, nördlicher das Gehöft Gundaker, das schon zu Arthof gehört. Im Laufe der Zeit dürfte der Name auf die ganze Tennecker Talung übergegangen sein, wurde aber links der Salzach zunehmend vom Namen Sulzau verdrängt. Durch die Schaffung der Steuergemeinden (Vorläufer der Katastralgemeinden) in den 1820er Jahren, das Wachtum der Konkordia-Hütte und der Schaffung des Ortsnamens Tenneck 1939 ist der Ortsname Wimm dann hierher gelangt.
In den 1870er Jahren entstand die Kaiserin-Elisabeth-Bahn (Salzburg-Tiroler-Bahn).
Die Tauernautobahn A 10 verläuft direkt durch den Ort. Die Tunnel im Baulos Werfen (km 34,2–42,3) wurde 1974–1976 erstellt, und die Strecke am 25. Oktober 1977 eröffnet. Hier befindet sich das Nordportal des Zetzenbergtunnel durch den Zetzenbergkogel (740 m ü. A.).

### Bahnhof Tenneck
An der Salzach liegt der Bahnhof Tenneck der Westbahn (eigentlich Salzburg-Tiroler-Bahn), der Ort Tenneck direkt auf der anderen Salzachseite ist über eine Brücke erreichbar.
Der Haltepunkt in Wimm hieß noch bis 26. September 1971 Konkordiahütte, nach dem Eisenwerk Sulzau-Werfen.
Die Linie S3 der S-Bahn Salzburg hält hier, vereinzelt auch REX-Kurse der ÖBB, die in den Salzburger Verkehrsverbund (SVV) eingebunden sind.

### Eisriesenwelt und Naturschutz
Die Eisriesenwelt ist die größte bekannte Eishöhle weltweit. Man erreicht sie von Werfen auf der Straße, vom Bahnhof Tenneck in Wimm führt ein Wanderweg hinauf zum Gasthof Schröckenberg und dann weiter zur Eisriesenwelt-Rasthütte, ab wo man auch mit der Seilbahn zum Eingang der Höhle gelangt.
Die ganzen hochgelegenen Teile des Tennengebirgs gehören zum Naturschutzgebiet Tennengebirge, alle weiteren Gebiete der Katastralgemeinde oberhalb der Autobahn sind im Landschaftsschutzgebiet Tennengebirge mitausgewiesen, das eine Art Pufferzone darstellt.